# Wapen van Hoogheemraadschap van Schieland en de Krimpenerwaard

Het wapen van het Hoogheemraadschap van Schieland en de Krimpenerwaard

Het wapen van het Hoogheemraadschap van Schieland en de Krimpenerwaard is op 9 februari 2005 door de Hoge Raad van Adel (HRvA) aan het Nederlandse hoogheemraadschap toegekend. Aanleiding was het ontstaan van dit waterschap op 1 januari 2005 na een fusie van het hoogheemraadschap van Schieland, het hoogheemraadschap van de Krimpenerwaard en een deel van het Zuiveringschap Hollandse Eilanden en Waarden.

## Geschiedenis
Het wapen is afgeleid van dat van Hoogheemraadschap van Schieland, vermeerderd met drie wassenaars uit het wapen van het geslacht Van Polanen (Van der Leck), dat bezittingen had in een groot deel van de Krimpenerwaard. De wassenaars zijn in veel gemeentewapens in het gebied opgenomen.
Het ontwerp is afkomstig van de HRvA. Aanvankelijk wilde het waterschapsbestuur in plaats van de wassenaars drie sterren en een golvende dwarsbalk van blauw en zilver in het wapen opnemen, als verwijzing naar Gouda en de Hollandse IJssel. De HRvA was van mening dat de wassenaars kenmerkender waren voor het gebied en dat blauw en zilver beide water aanduiden, en de keuze voor groen-zilver-groen, als verwijzing naar Rotterdam, de plaats van het hoofdkantoor van het waterschap, meer voor de hand lag. De HRvA maakte drie ontwerpen, waaruit het huidige wapen werd gekozen. De adelaar wijkt in zoverre af van dat van het voorgaande wapen, dat hij geheel zwart is en geen rode bek, tong en poten heeft. Waarom dit zo is, is onbekend.

## Blazoen
De beschrijving van het wapen luidt als volgt:
In goud een leeuw van keel, getongd en genageld van azuur, vergezeld van drie wassenaars van sabel. Het schild gedekt met een gouden keizerskroon en geplaatst op een adelaar van sabel.
Het is een gouden schild met daarop een rode leeuw met blauwe nagels en tong (een zgn. "Hollandse Leeuw"), en drie zwarte wassenaars. Het schild is gekroond door een keizerskroon. Dit geheel is voor een zwarte adelaar geplaatst.

## Verwante wapens

Het wapen van het Hoogheemraadschap van Schieland
Het wapen van Krimpen aan de Lek
Het wapen van de graven van Holland

Aa en Maas ·
Amstel, Gooi en Vecht ·
Brabantse Delta ·
Delfland ·
De Dommel ·
Hollands Noorderkwartier ·
Hollandse Delta ·
Limburg ·
Hunze en Aa's ·
Noorderzijlvest ·
Rijnland ·
Rivierenland ·
Schieland en de Krimpenerwaard ·
De Stichtse Rijnlanden ·
Vallei en Veluwe ·
Vechtstromen · 
Fryslân